# De Oude Kaasmakerij

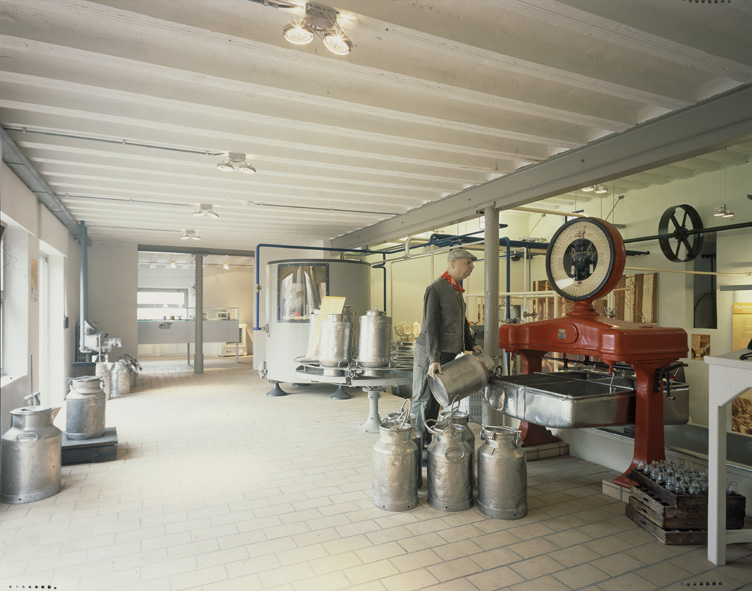
Tentoonstellingszaal

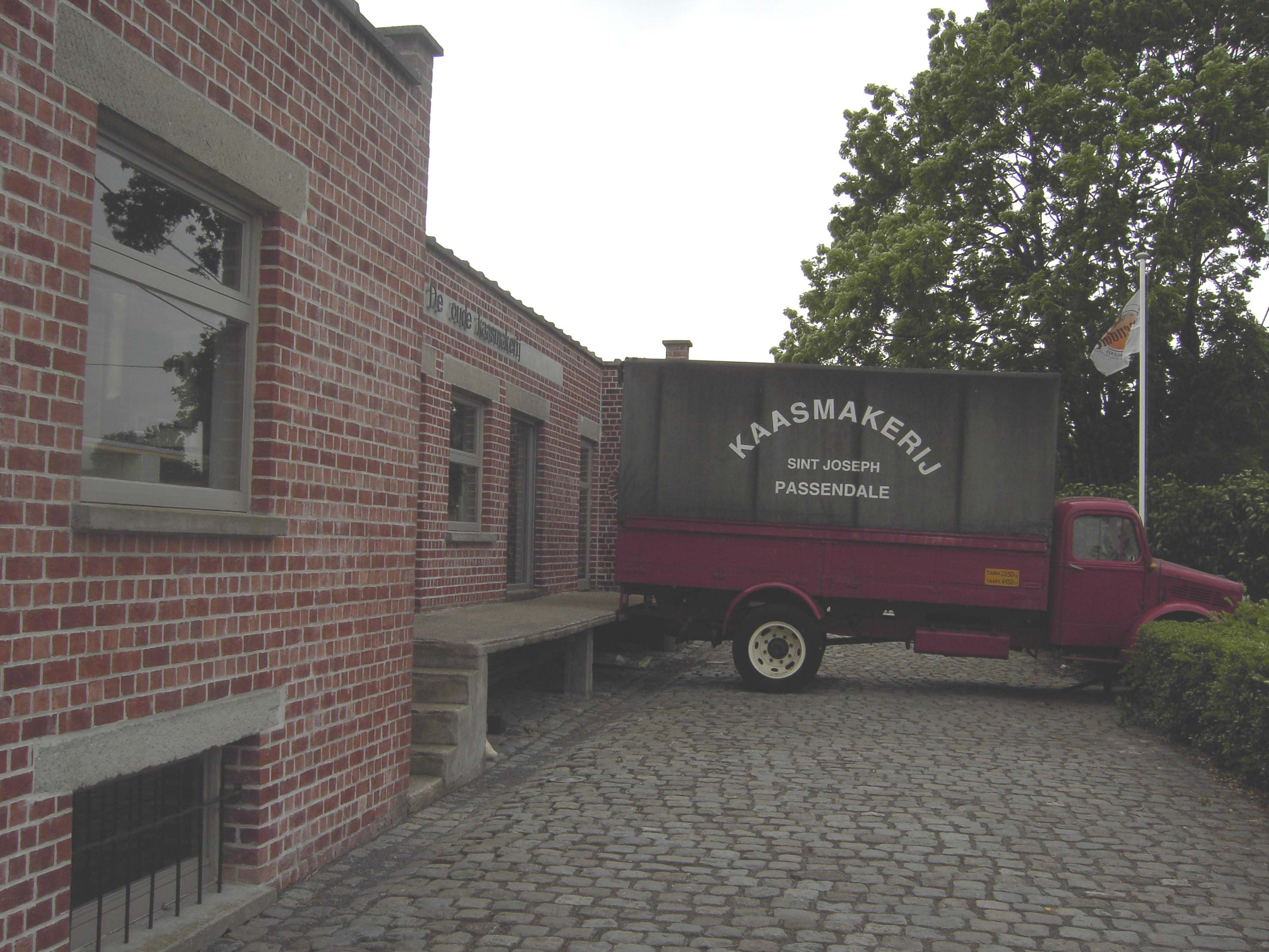
Een oude melkvrachtwagen aan de voormalige loskaai

De Oude Kaasmakerij is een kaasmuseum in Passendale in het West-Vlaamse Zonnebeke. Het museum is gehuisvest in een voormalige kaas- en boterfabriek. 
In het museum treedt de bezoeker binnen in het jaar 1936, doorheen het verhaal van melk tot kaas. Via tv-schermen krijgt de bezoeker een blik in de huidige kaasmakerij. Op frequente tijdstippen kan men hier zijn eigen kaas maken. De tentoonstelling en workshops worden frequent bezocht door allerlei (klas)groepen. Ten slotte kan men diverse kazen proeven in de brasserie. 

## Gebouw
Het gebouw  St-Jozef werd opgericht in 1936 door het echtpaar Romain en Germaine Donck-Spruytte om hun reeds bestaande activiteiten - het aanmaken van boter en kaas - uit te breiden. In deze kaasmakerij liggen de roots van de Passendale kaas. 
Toen de familie het gebouw later verliet werd het gebruikt voor andere activiteiten en het kwam volledig te vervallen vanaf 1963. Pas in 1995 werd de kaasmakerij beschermd als monument en na een grondige restauratie in 2003 als erfgoedsite in gebruik genomen.
De economische activiteit van de voornoemde familie werd eerst overgenomen door de Nederlandse groep Campina, daarna doorverkocht aan de firma Bongrain SA, gevestigd te Viroflay (Frankrijk). De productie van de Passendale kaas zelf is sedert 1948 nog altijd gevestigd in de Passendaalse Statiestraat.

## Organisatie
Het museum wordt gesubsidieerd door officiële instanties gaande van het lokale niveau tot de Europese Gemeenschap alsook door enkele privépartners en past in het ruimere toeristische kader in een omgeving die vooral tijdens de Eerste Wereldoorlog geschiedenis schreef, bekend daarbij is de Slag van Passendale.